# Собх-і-Азаль

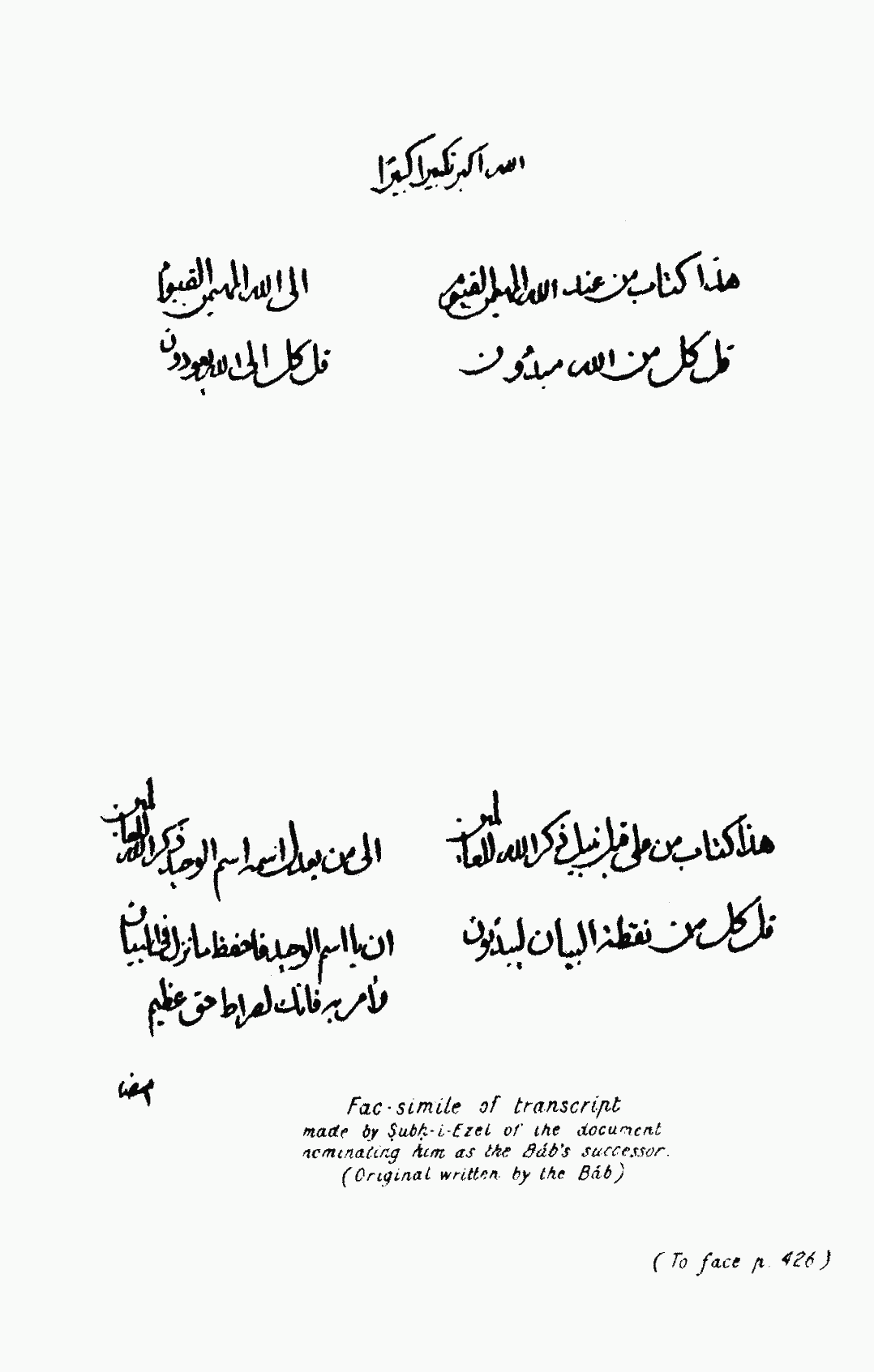
Лист-призначення Собх-і-Азаля наступником Баба (перший лист)

Собхі-і-Азаль (араб. ﺼﺑﺢ ﺍﺯﻞ — Ранок Вічності) (1831 — 1912), справжнє ім'я Мірза Йах'я, син Мірзи Аббаса з Нура, відомого серед азалітів як Мірза Бузург (перс. — Великий учений).

## Життєпис
Собх-і-Азаль (Мірза Йах'я) народився в арабському районі міста Тегеран. Він рано втратив батьків: мати померла при пологах, а батько — коли хлопчику було всього три роки.
Собх-і-Азаль ріс під наглядом своєї зведеної матері та за підтримки зведеного брата Мірзи Хусейна Алі, відомого, як Бахаулла, який був старшим за нього на 13 років. Згідно з розповідями Мірзи Хусейна Алі та інших родичів, Собх-і-Азаль був вкрай тихий і ніжний, він не любив гратися з дітьми свого віку, натомість вивчав перську мову і мав успіхи в каліграфії, але арабська мова не була його улюбленим предметом.
Собх-і-Азалю було тринадцять років, коли Баб почав публічно пропагувати нову віру (бабизм). Собх-і-Азаль став відданим послідовником Баба. Це, очевидно, відбулося в 1847 р..
За уявленнями азалітів, «Головний Сенс» (Баб) поклав на Собх-і-Азаля стан Дзеркала-корабля і звернувся до нього в своїх скрижалях у термінах: «Ти є Я, а Я є Ти». Той день, який співпав з 25-м числом місяця Наврез, Баб наказав пам'ятати як святковий день. В цей час Собх-і-Азалю було дев'ятнадцять років і він проживав в Тегерані.
У Тегерані було здійснено спробу вбивства шаха Насіра-аль-Діна. До списку людей, причетних до цього вбивства, серед інших імен були включені, за безпідставним звинуваченням, імена Собх-і-Азаля і Мірзи Хусейна Алі. У вівторок 6-го числа місяця Джамаді-Аува 1285 року Гіджри (25 серпня 1868 Р. Х.) Бахаулла разом з його сім'єю були заслані в Акко, а Собх-і-Азаль зі своєю сім'єю — на Кіпр. Акко й Кіпр на той час були під контролем Османської Імперії.
Згідно з османськими записами, під час прибуття на Кіпр Собх-і-Азаля супроводжували дві дружини, шість синів і чотири дочки. Причиною ж для розходження двох братів в Едірне було те, що Бахаулла незадовго до цього офіційно оголосив, що Він є той, кого Бог явить.
Собх-і-Азаль проживав на Кіпрі до свого Вознесіння в понеділок 12 числа місяця Джамаді-аль-Аувал (Jamadi-al-Awwal) 1330 року Гіджри (понеділок 27 квітня 1912) о сьомій годині ранку.

## Основні праці
Собх-і-Азаль залишив безліч рукописів і, не рахуючи тих, що зруйновані його ворогами, сьогодні збереглося понад 120 малих і великих томів з його священними рукописами. Найбільш відомі та доступні з них:
1. Трактат про Царство (російською мовою)
2. «Перська Байа» (Продовження — перською мовою)
3. Етика Духовності (арабською мовою)
4. Праці Вічності (арабською мовою)
5. Сім Світів і сім Почуттів (арабською мовою)
6. Книга «Помічник» (арабською мовою)
7. Книга «Світло» (арабською мовою)
8. Книга «Дух» 1 & 2 (арабською мовою)
9. Книга «Єдність» (арабською мовою)
10. Книга «Життя» (арабською мовою)
11. Книга «Сяйво» (арабською мовою)
12. Книга «Елегія» 1 & 2 (перською, арабською)
13. Святість Вічності (арабською мовою)
14. Пильний (арабською мовою), Передмова (англійською)
15. Скрижалі про Радості (арабською мовою)
16. Одна сотня і десять молитов (арабською мовою)
17. Пісні Духа (арабською мовою)

Деякі з них і багато інших можна знайти перською, арабською та англійською мовами на наступних сайтах:
- http://www2.h-net.msu.edu/~bahai/index/azal/azal.htm
- http://www.bayanic.com

## Родовід
- Сімейне Древо Мірзи Бузург (по Джаляль Азаля) можна знайти в Додатку II до «Короткої біографії Його Святості Собх-і-Азаля», представленої Атійєю Рухі".
- Детальне Сімейне Древо Собх-і-Азаля